# Экли
Экли́ (фр. Écly) — коммуна во Франции, находится в регионе Шампань — Арденны. Департамент — Арденны. Входит в состав кантона Шато-Порсьен. Округ коммуны — Ретель.
Код INSEE коммуны — 08150.
Коммуна расположена приблизительно в 160 км к северо-востоку от Парижа, в 70 км севернее Шалон-ан-Шампани, в 40 км к юго-западу от Шарлевиль-Мезьера.

## Население
Население коммуны на 2008 год составляло 187 человек.
| 1962 | 1968 | 1975 | 1982 | 1990 | 1999 | 2008 |
| ---- | ---- | ---- | ---- | ---- | ---- | ---- |
| 279  | 279  | 251  | 212  | 191  | 177  | 187  |

## Экономика
В 2007 году среди 105 человек в трудоспособном возрасте (15—64 лет) 73 были экономически активными, 32 — неактивными (показатель активности — 69,5 %, в 1999 году было 68,1 %). Из 73 активных работали 60 человек (34 мужчины и 26 женщин), безработных было 13 (5 мужчин и 8 женщин). Среди 32 неактивных 9 человек были учениками или студентами, 13 — пенсионерами, 10 были неактивными по другим причинам.

## Фотогалерея

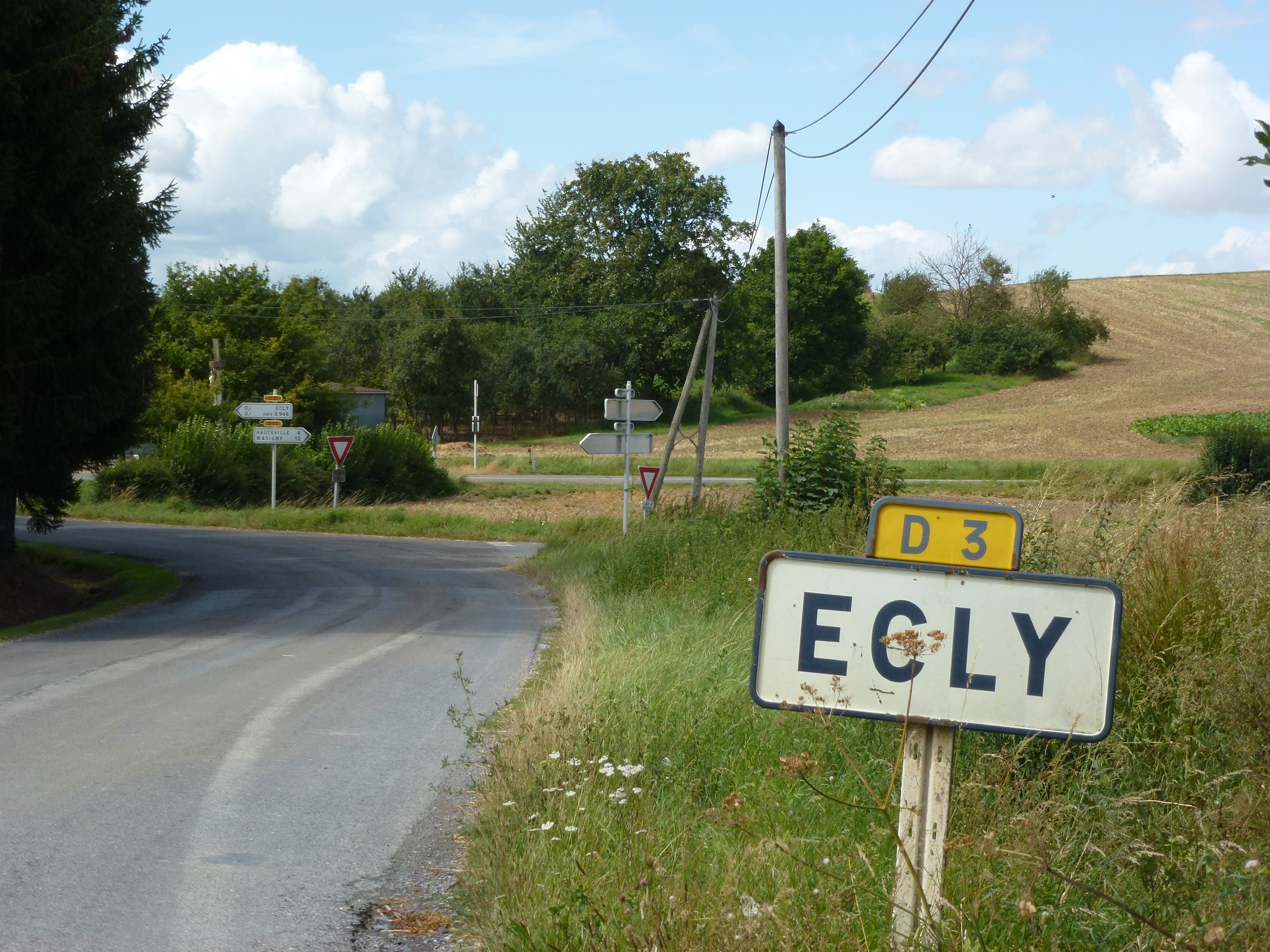
Въезд в Экли
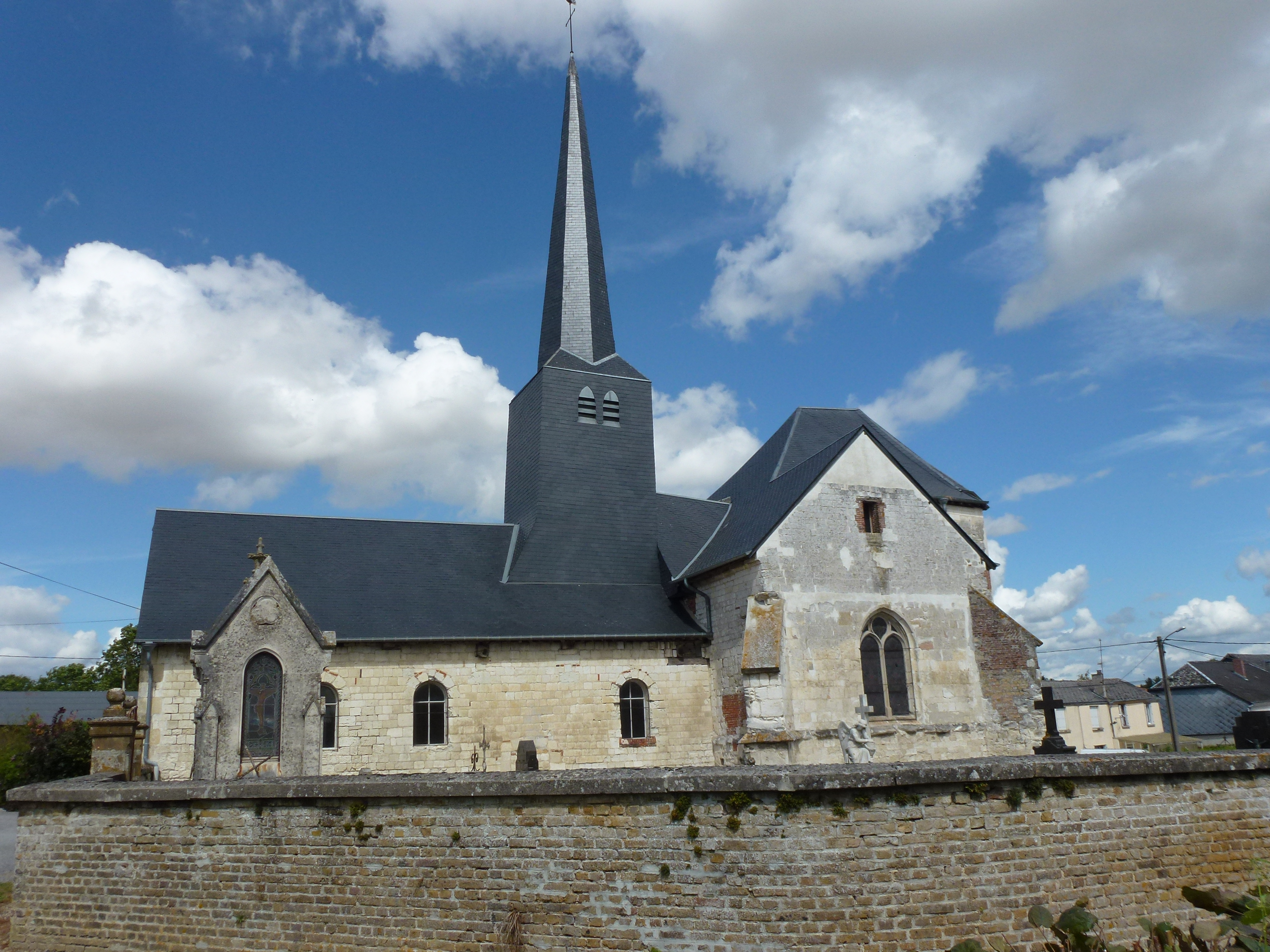
Церковь
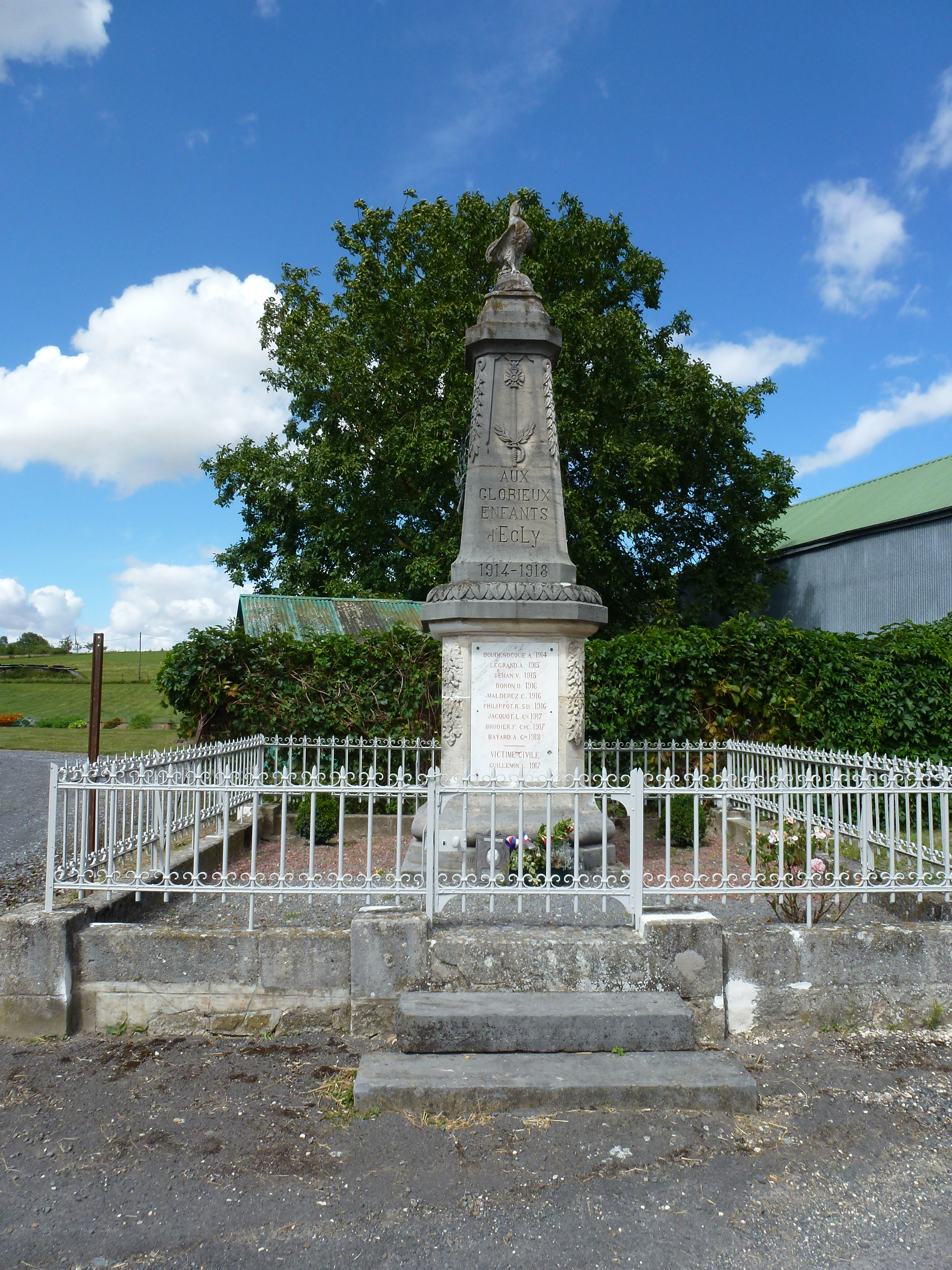
Памятник погибшим в Первой мировой войне
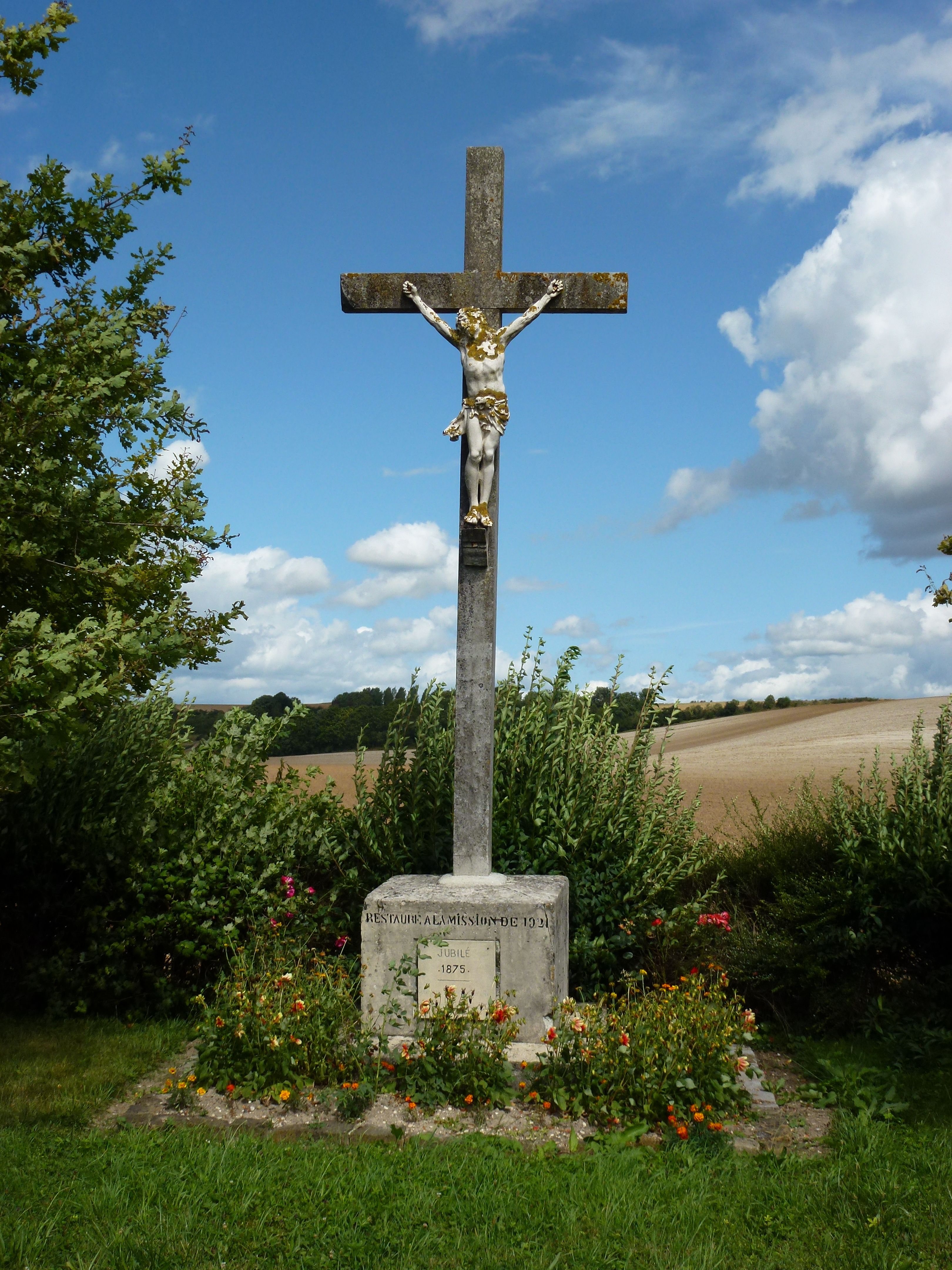
Придорожный крест